# Linard
Linard är en kommun i departementet Creuse i regionen Nouvelle-Aquitaine i de centrala delarna av Frankrike. Kommunen ligger i kantonen Bonnat som tillhör arrondissementet Guéret. År 2018 hade Linard 165 invånare.

## Befolkningsutveckling
Antalet invånare i kommunen Linard
Referens:INSEE